# Severni Šošoni
Severni Šošoni so Šošoni z ravnin reke Snake v južnem Idahu in severovzhodnega "Velikega bazena", kjer se srečajo Idaho, Wyoming in Utah. Kulturno so povezani z plemenom Bannock in so po klasifikaciji avtohtonih ljudstev Velikega bazena.

## Jezik
Severna šošonščina je narečje šošonščine, srednje numijskeega jezika iz uto-azteške jezikovne družine. Govori se predvsem na rezervatih Fort Hall in Wind River v Idahu oziroma Wyomingu.

## Kultura
Domovina severnih Šošonov leži v kulturnem območju Velike kotline, vendar na meji s planoto in prerijami. Kultura severnih Šošonov je zato zelo raznolika.
Njihova domovina je bila precej suha, s povprečno približno 37 cm padavin na leto. Območje je severnim Šošonom zagotavljalo raznoliko hrano, zahvaljujoč nizko ležečim polsuhim dolinam, nekoliko višje ležečim iglastim gozdovom in alpskim gorskim območjem. Ribe, zlasti iz reke Snake, so imele pomembno vlogo. Poleg tega so severni Šošoni imeli radi bizone in drugo divjad, korenine in pinjole.
Za lov na bizone so se skupine severnih Šošonov rade pridružile Flatheadom, da bi bile bolje zaščitene pred sovražnimi Blackfooti, njihovimi vzhodnimi sosedi. Z Nez Percéji, Umatillami in Cayusi na zahodu so se severni Šošoni vsako leto srečali ob reki Weiser za prijateljsko trgovanje. Tako so na primer menjali kovinske puščice za konje. Tudi zsevernimi Pajuti (pogosto imenovanimi Paviotso) na jugu so vzdrževali mirne odnose, s svojimi sorodniki, Bannocki, pa so si delili ozemlje in veliko stvari počeli skupaj.

### Družbena organizacija
Severni Šošoni so bili znani po izrazito neorganizirani strukturi. Komaj so se podrejali poglavarju, ampak so delovali pretežno samostojno. Le skupine, ki so prodirale na ozemlje Blackfootov za lov na bizone, so se organizirale pod vodjo. Ti poglavarji so bili odgovorni za varnost lovske skupine pred sovražnimi Indijanci in so koordinirali lov na bizone. Vsakega so podpirali štirje ali pet moških, ki so imeli funkcijo "policistov".
Moč poglavarjev je bila močno omejena. Pogosto jih je svet po nekaj letih zamenjal z drugimi moškimi. Položaj poglavarja je lahko zasedel vsak moški, ki se je izkazal za sposobnega. Poleg tega je bilo vsakemu članu skupine dovoljeno, da kadar koli preide v drugo skupino, če se ni mogel sprijazniti z navodili poglavarja.
Posamezne skupine so bile precej majhne, zlasti na zahodu, kjer so pogosto sestavljale le nekaj družin. Le na vzhodu so za lov na bizone oblikovale večje skupnosti. Različne skupine so bile med seboj močno povezane z zakonskimi zvezami, skupnimi praznovanji, rednimi obiski in migracijami.
Večina severnih Šošonov je živela monogamno, čeprav je obstajala tudi poligamija, zlasti poliginija. Poroke med bratranci in sestričnami so se očitno pojavljale le pri južnih Šošonih. Moški in ženske so bili v veliki meri enakopravni.

### Pridobivanje hrane
Zaradi nomadskega načina življenja severni Šošoni niso poznali lastninskih zahtevkov do zemlje ali virov. Vsakdo si je lahko vzel, kar je hotel: korenine, pinjole, losose, bizone in drugo divjad. Bizone so lovili s strani živali z lokom in puščico. Tehnike Blackfootov, da bi bizone pahnili čez pečino, Šošoni niso prevzeli.
Antilope so lovili bodisi s konja bodisi tako, da so se prikradli, skriti v antilopini koži. Občasno naj bi antilope tudi gnali v ograde. Drugo divjad, kot so jeleni wapiti in gorske ovce, so lovili sami ali v majhnih skupinah.
Ribolov lososov in drugih rib je bil še posebej pomemben za severne Šošone na območju današnje ameriške zvezne države Idaho. Losose so večinoma nabodli s harpuno ali postavili kamnite in lesene mreže.
Najpomembnejše rastline, ki so jih jedli, so bile gomolj prerijske lilije (Camassia quamash), korenina jampe (Perideridia gairdneri), korenina tobaka (Valeriana edulis) in korenina grenčice (Lewisia rediviva). Vse te gomolje in korenine so izkopale ženske. Obroke so delno dopolnjevali z borovimi oreščki, jagodami, semeni ali drugimi koreninami.

### Materialna kultura
Fort Hall in Lemhi Šošoni so večinoma živeli v tipijih. Preostali severni Šošoni so prebivali v majhnih kočah iz puščavskega pelina, trave ali pletenih vrbovih vej.
Tiste skupine Šošonov, ki so lovile bizone, so pozimi rade nosile bizonske kože, poleti pa kože vapitijev. Ženske in moški so nosili gamaše in mokasine. Pogosto pa so hodili tudi bosi.
Severni Šošoni so imeli košare, včasih tudi kotle, zibelke in odeje. Za lov in vojno so uporabljali loke iz lesa in tetiv, puščice (konice puščic so bile prav tako iz obsidiana in kasneje kovine, kot so noži), tobolce iz vidrinih kož in tomahawke iz kamna in lesa, prekrite z živalsko kožo. Za zaščito bojevnikov in konj so uporabljali oklepe iz zlepljenih trakov kože viličaste antilope.
Radi so poslikavali surovo usnje, pri čemer so dajali prednost geometrijskim oblikam. Poleg tega so ustvarjali perlice, pogosto tudi z geometrijskimi oblikami.
Za glasbo so uporabljali bobne, zarezane deske, ki so jih uporabljali kot strgala, in flavte, nekakšno piščal.

### Religija in slovesnosti
Verovanja severnih Šošoni so bila močno pod vplivom kulture prerijskih Indijancev. Tako so imele sanje in vizije pomembno vlogo. Tesno povezana s tem so bila duhovna bitja, katerih zaščito so si prizadevali pridobiti. Duhovna bitja so jih učila, katere tabuje morajo spoštovati in kako pripraviti zdravila, da bi ugajali duhovnim bitjem in izkoristili njihovo moč. Če je bilo tako, so duhovna bitja zdravila bolne, ščitila ljudi pred puščicami ali povzročala zlo sovražnikom.
Vsak moški in vsaka ženska lahko prikliče moč duhovnih bitij in je tako do določene mere šaman. Vendar pa so nekateri, ki so se specializirali za to, to so pravi zdravilci. Posebej dobro poznajo svete rastline in korenine.
Poleg tega severni Šošoni verjamejo v Stvarnika.
V njihovi mitologiji imata kojot in volk osrednje mesto. Volku se pripisuje stvarjenje človeka. Kojot pa naj bi bil prevarant, ki je na svet prinesel nered.
Podobno kot prerijska ljudstva tudi severni Šošoni poznajo različne plese. Najpomembnejši se imenuje nuakkinna in so ga praznovali predvsem spomladi, da bi losose prepričali, naj se vrnejo, in da bi prosili za dovolj hrane. Druga slovesnost je bila ob vrnitvi lososov.
Severni Šošoni so prevzeli tudi druge kulturne elemente od plemen prerijskih Indijancev. Na primer, pri bojih so šteli udarce in jemali skalpe, ki so jih razstavljali v svoji vasi na dolgih palicah, okoli katerih so plesali.
Vse to so bile precej preproste slovesnosti. Severni Šošoni niso poznali kompleksnih verskih praks.

## Demografija
Zaradi številnih razpršenih skupin so bile prve ocene števila prebivalcev neustrezne. Šele v času rezervatov so bili na voljo natančnejši podatki. Leta 1873 je bilo v rezervatih preštetih 1.037 severnih Šošonov in Bannockov ter dodatnih 900 zunaj rezervatov. Ameriški popis prebivalstva je leta 1910 ocenil število severnih Šošonov na približno 2000. Leta 1937 naj bi jih po podatkih Urada za indijanske zadeve živelo 3650. Leta 1981 je pleme Shoshone-Bannock štelo 3.100 članov.

## Zgodovina
V več kot 1000 letih so se Severni Šošoni preselili iz Velikega bazena na planoto in ravnice. Proti koncu 17. stoletja so dobili svoje prve konje, ki so jih prinesli evropski priseljenci. Tudi Blackfoot so kmalu postali konjeniki in so približno ob istem času dobili tudi strelno orožje, s katerim so sredi 18. stoletja Severne Šošone potisnili nazaj na zahod. Drugi Šošoni so se umaknili na jug in so kasneje postali znani kot Komanči.
Leta 1805 so Severni Šošoni prvič prišli v stik z belci, ko je odprava Lewisa in Clarka potovala skozi njihovo ozemlje. Odpravo je spremljala ena izmed njihovih žensk, Sacagawea. Od takrat naprej je bil stik z belci skoraj reden, saj so ti na različnih mestih v njihovi bližini postavljali trgovske postaje. Sledili so jim lovci na krzno in lovci. Lovci na krzno so do leta 1840 iztrebili bobre na tem območju, lovci pa so do konca 19. stoletja skoraj iztrebili bizone zahodno od razvodnice. Severni Šošoni in Bannocki so bili do belcev prijazni, vendar z njimi niso trgovali tako intenzivno kot druga plemena. Od leta 1840 naprej je vedno več belih naseljencev potovalo skozi njihovo ozemlje na poti v Kalifornijo ali Oregon. Okoli leta 1860 so se vse bolj naseljevali na ozemlju Severnih Šošonov. Predvsem mormoni in iskalci zlata so močno pritiskali na Šošone in Bannocke, skupaj s hitro upadajočim številom bizonov. Vedno znova je prihajalo do incidentov. Ena skupina za drugo so Severni Šošoni sklepali pogodbe z belci, jim odstopali velika območja in se selili v rezervate. Leta 1867 je bil za Šošone iz Boiseja in Bruneauja ustanovljen rezervat Fort Hall. 3. julija 1868 so vzhodni Severni Šošoni skupaj z Bannocki podpisali pogodbo iz Fort Bridgerja in se prav tako preselili v rezervat Fort Hall. Leta 1875 so se Šošoni iz Lemhija in Sheepeaterja preselili v rezervat v dolini Lemhi. Ta je bil leta 1907 razpuščen in prebivalci so bili preseljeni v rezervat Fort Hall. Vedno znova je prihajalo do nasilnih spopadov med Šošoni in belci, ki so dosegli vrhunec v vojni Sheepeaterjev leta 1878/79. V 20. stoletju je ameriška vlada močno zmanjšala rezervate. S tem so Severni Šošoni izgubili velik del svojega nekdanjega ozemlja.
Njihova kultura je vedno bolj bledela v ozadje. Po letu 1890 so Vzhodni Šošoni prevzeli Sončni ples in od leta 1915 peyotizem; to je nekoliko pomagalo ublažiti ta trend.

## Skupine
Skupine ali bande šošonskega ljudstva so bile poimenovane po svojih geografskih domovinah in po svojih primarnih virih hrane.
Gorske šošonske bande:
- Agaideka ali Agai-deka (Akaitikka, Jedci lososov, Lemhi Šošoni, ki živijo ob srednjem in spodnjem toku reke Snake ter v dolini reke Lemhi, gorovju Lemhi in gorovju Beaverhead v Idahu, prvotno so živeli enako kot Tukudeka. Po pridobitvi konj v osemnajstem stoletju so prevzeli ravninski slog in se odpravljali na lov na bizone. Imenovali so jih tudi Kuccuntikka ali Kuchun-deka (Guchundeka, Kutsindüka, Jedci bizonov)

- Tukudeka ali Tuku-deka (Tukkutikka, Dukundeka), Jedci ovac, Jedci gorskih ovac, ki živijo ob reki Salmon (Idaho), gorovju Salmon River, v dolini Sawtooth, obdani z gorovjem Sawtooth (Idaho), zgornjem toku reke Payette, v gorovju Bitterroot in gorovju Beaverhead v Idahu ter v gorovju Wind River v zahodnem Wyomingu. Potovali so tudi proti severu proti zgornjemu porečju Beaverhead River. in zgornjem toku reke Yellowstone v severnem Wyomingu in južni Montani. Skupine Tukkutikka, ki so živele v gorovju Wind River in regiji reke Yellowstone, so se naselile z glavnino vzhodnih Šošonov na rezervatu Wind River v Wyomingu. Večina se jih je pridružila severnim Šošonom kot del Lemhi Šošonov. Ti so bili znani tudi kot Doyahinee (Gorski ljudje) ali Banaiti Doyanee(Bannock gorniki, zaradi velikega števila porok z plemenom Bannock).

Severozahodne šošonske bande:
- Kammitikka, Kamu-deka ali Kamodika (Jedci zajcev, Jedci črno repih zajcev, Bannock Creek Šošoni), reka Snake, Veliko slano jezero, ki so živeli iz baze na Bannock Creek in Arbon Valley, so si lastili ozemlja, ki so se raztezala od Raft reke do reke Portneuf (Idaho) in gorovja Portneuf v severnem Utahu in južnem Idahu. Njihovo ozemlje je zajelo del rezervata Fort Hall, ko je bil ustanovljen leta 1867. Leta 1873 so tri glavne bande Bannock Creek (poglavar Pocatello]], s 101 osebo; San Pitch, s 124 oseb in Sagwitch s 158 oseb) so se preselili v rezervat pri Fort Hallu. Majhna skupina je odšla v Wind River; morda sinonim za Hukundüka ali Hukan-deka (Jedci semen porcupine trave, Jedci divje pšenice).

- Painkwitikka ali Pengwideka (Penkwitikka, jedci rib, Bear Lake Shoshone), so se razprostirali od McCammona do jezera Bear Lake (Idaho–Utah) vzdolž reke Bear River in Logan River (Utah) v obmejni regiji med Idahom in Utahom in naprej do celinske razvodnice, živeli so na splošno severno od skupine Cache Valley Shoshone.

- Cache Valley Shoshone so se razprostirali v Idahu in Utahu z glavno bazo v Cache Valley – v šošonskem jeziku imenovano Seuhubeogoi – ″Willow Valley″ – in na spodnjem toku reke Bear River nedaleč od poznejše meje z Wyomingom. Praktično so bili iztrebljeni v pokolu pri Bear River 29. januarja 1863. Nekateri viri opisujejo pokol kot največji množični umor domorodcev s strani ameriške vojske, in največji posamezni dogodek genocida v zgodovini ZDA. Dva meseca pozneje je sledila podobno uničujoča kampanja Jeffersona Standiferja in njegovih prostovoljcev iz Placervilla proti Šošonom pri Salmon Falls; ta boj je privedel do vrste šošonskih in bannock pogodb (Fort Bridger, 2. julij; Box Elder, 30. julij; Ruby Valley, 1. oktober; Soda Springs, 14. oktober), ki so vplivale na Idaho, pa tudi na Goshute iz zahodnih Šošonov. Preživeli so se naselili v rezervatu Fort Hall.

- Weber Utes, šošonska skupina južneje vzdolž reke Weber do Velikega slanega jezera v Utahu, ker so se poročali s sosednjo skupino Cumumba Band of Utes, govorijo isto narečje kot druge severozahodne skupine z rahlim ute naglasom in so jih zato običajno imenovali Weber Utes – vendar govorijo šošonsko in so predvsem šošonskega porekla; so bili spregledani v procesu sklepanja pogodb in nikoli niso dobili rezervata, poglavar "Mali vojak" je vodil napačno imenovano skupino "Weber Ute" s približno 400 ljudmi.

Šošonske skupine Fort Hall:
- Boho'inee ali Pohokwi (Pohogwe, Pohoini, Ljudje žajbljeve trave, Ljudje žajbljevega hriba, kar se nanaša na Ferry Butte pri Fort Hallu), mešana Šošoni-Bannock skupina, ki živi v jugovzhodnem Idahu na ravnici reke Snake, v gorovju Wind River Range, Salmon Falls na reki Snake so prezimili v bližini trgovske postaje Fort Hall, vendar so si lastili tudi Camas Prairie kot dom, kasneje imenovano Fort Hall Shoshone ali "Sho-Bans", ki se prav tako štejejo za del vzhodnih šošonskih skupin.

Zahodne skupine severnih Šošonov:
- Yahandeka ali Yahantikka (Yakandika, jedci svizcev, razvrščeni v tri glavne geografske skupine mešanih severnih šošonsko-severnih pajutskih skupin):

-   - Boise Shoshone, med zgodnjimi konjeniškimi šošonskimi skupinami, so se v začetku devetnajstega stoletja gibali po precejšnjem območju, z glavnimi lovišči ob spodnjem toku reke Boise in reke Payette. Ko je Donald MacKenzie po letu 1818 razvil trgovino s krznom v deželi Snake, je najvidnejši izmed Boise Shoshone, Peiem (šošonska izvedba "Big Jim", angleškega imena njihovega vodje), postal najvplivnejši vodja velike sestavljene šošonske skupine, s katero so se beli lovci redno srečevali v deželi Snake. Peiem je bil najpomembnejši šošonski govornik na MacKenziejevi veliki mirovni konferenci na Little Lost River leta 1820 in je bil pomembno vpleten v šošonske zadeve, ko sta Alexander Ross in Peter Skeene Ogden kasneje v desetletju vodila odpravo Snake. Peiemov sin in naslednik, kapitan Jim, je bil vodja Boise Shoshone v času njihove preselitve, 12. marca - 13. aprila, na rezervat Fort Hall, ki je bil ustanovljen za Boise in Bruneau Shoshone, 14. junija 1867, mešano šošonsko-severno pajutsko skupino Koa'aga'itöka ("jedci lososov, ujetih v pasti") severnih Pajutov in lokalnih severnih šošonskih skupin.

-   - Bruneau Shoshone, niso bili organizirani v skupine, zasedali so jugozahodno Idaho, predvsem južno od reke Snake ob reki Bruneau in od Goose Creeka do reke Owyhee, ko je zlata mrzlica v Boise Basin po letu 1862 prinesla naseljence, mešano šošonsko-severno pajutsko skupino Tagötöka/Taga Ticutta ("Jedci koreninskih gomoljev") in Wadadökadö/Wadatika (Waadadikady) ("Jedci korenin Wada in travnih semen") severnih Pajutov in lokalnih severnih šošonskih skupin. Potem ko njihova pogodba z dne 12. aprila 1866 ni bila ratificirana, je bil rezervat Fort Hall delno določen zanje. Kasneje leta 1877 je bil na njihovih ozemljih ustanovljen rezervat Duck Valley.

-   - Weiser Shoshone ali Shewoki / Sohuwawki Shoshone, so živeli ob spodnjem toku reke Weiser do New Plymoutha, Idaho, to deželo so Šošoni imenovali Shewoki, si.wo.kki?i ali Su:woki - "vrba-črtasta" ali "vrsta vrb", nekateri od njih so se upirali namestitvi na rezervat Malheur, končno so se naselili v Fort Hallu in na indijanskem rezervatu Duck Valley, mešano šošonsko-severno pajutsko skupino Wadadökadö/Wadatika (Waadadikady) ("Jedci korenin Wada in travnih semen") in Koa'aga'itöka ("Jedci lososov, ujetih v pasti") pajutskih in šošonskih skupin iz rek Bruneau in Boise.

## Plemena in rezervati
Severni Šošoni imajo ljudi, ki so člani treh zvezno priznanih plemen v Idahu in Utahu:
- Indijanski rezervat Duck Valley, Idaho, za pleme Western Shoshone-Northern Paiute

- Pleme Shoshone-Bannock iz rezervata Fort Hall v Idahu, 544.000 akrov (2.201 km2) v Idahu. Lemhi Shoshone z indijanci Bannock, pajutsko skupino, s katero so se združili.

- Indijanski rezervat Lemhi (1875–1907) v Idahu. Ta rezervat je bil zaprt in ljudje so bili preseljeni v rezervat Fort Hall, kjer so šteti med ljudstva Shoshone-Bannock.